# Zensuredikt vom 19. Dezember 1788
Das  Zensuredikt vom 19. Dezember 1788 verschärfte die Kontrolle des Nachrichtenwesens im Königreich Preußen. Es geht auf den Einfluss des preußischen Staatsministers Johann Christoph von Woellner zurück, der dem antiaufklärerischen Geheimbund der Rosenkreuzer angehörte, und blieb mit kurzer Unterbrechung in nur leicht abgewandelter Form bis 1848 in Kraft. Zusammen mit dem wöllnerschen Religionsedikt beendete das Zensuredikt den aufgeklärten Absolutismus, wie ihn Friedrich II. praktiziert hatte.

## Vorgeschichte
Das Zensuredikt hatte wie sein religionspolitisches Analogon, das Religionsedikt vom 9. Juli 1788, seinen Ursprung im „Strukturwandel der Öffentlichkeit“ (Jürgen Habermas) seit den 1780er Jahren: Die bürgerlichen Aufklärer, die sich zunächst hauptsächlich auf literarische und gelehrte Themen beschränkt hatten, machten in ihren Zeitschriften und Büchern nun zunehmend auch politische Fragen zum Gegenstand ihrer Kritik, die Öffentlichkeit politisierte sich zunehmend. Sowohl im nahen Umfeld König Friedrich Wilhelms II. als auch in der Öffentlichkeit hatte das Religionsedikt vom 9. Juli 1788 zu Unmutsdebatten geführt, die der Monarch unterbinden wollte. Da er sich erst im zweiten Regierungsjahr befand, war seine Herrschaft noch nicht so weit konsolidiert, dass er Proteste gegen Regierungsedikte und damit indirekt gegen seine eigene Autorität hinnehmen wollte.  Am 10. September 1788 schrieb Friedrich Wilhelm II. an seinen Großkanzler Johann Heinrich von Carmer:

„Da ich auch vernehme, dass die Preßfreiheit in Berlin in Preßfrechheit ausartet und die Bücherzensur eingeschlafen ist […]: So habt ihr gegen die Buchdrucker und Buchhändler sofort Fiscum zu erzitieren und Mir übrigens Vorschlag zu tun, wie die Bücherzensur auf einem besseren Fuß eingerichtet werden kann. Ich will meinen Untertanen alle erlaubten Freiheiten gern akkordieren, aber ich will auch Ordnung im Land halten, welche durch die Zügellosigkeit der jetzigen sogenannten Aufklärer, die sich über alles wegsetzen, gar sehr gelitten hat.“

Das Zensuredikt wurde verfasst von Carl Gottlieb Svarez, dem engsten Mitarbeiter des preußischen Großkanzlers Johann Heinrich von Carmer, der es staatsrechtlich verantwortete. Woellner hatte noch am 12. Dezember 1788 davor gewarnt, die Zensurverschärfung, die er anstrebte, öffentlich zu machen, weil er eine negative Reaktionen im Ausland befürchtete. Er konnte sich indes beim König nicht durchsetzen. Am 19. Dezember wurde das „Erneuerte Censur-Edict von König Friedrich-Wilhelm II. von Preußen für die preußischen Staaten exclusive Schlesien“, so seine offizielle Bezeichnung, erlassen.

## Inhalt
Mit den elf Paragraphen des Zensurediktes erreichte die preußische Überwachung der Presse eine formalrechtlich neue Dimension. Anders als in den einzelnen Anordnungen unter König Friedrich II. wurden nun alle Bereiche des Zensurwesens detailliert erfasst und neu geregelt. Das Zensuredikt bestimmte, dass sämtliche Druckschriften den Zensoren vorgelegt werden mussten, die die Druckerlaubnis erteilten. Zensurinstanzen waren die Konsistorien für theologische Schriften, das Kammergericht und die Landesgerichtskollegien für juristische Veröffentlichungen, das Außenministerium für politische Schriften und Zeitungen, die Universitäten und die Magistrate der Städte für Wochenschriften und gelehrte Zeitungen. Verschont von der Zensur blieben Veröffentlichungen der Königlich-Preußischen Akademie der Wissenschaften und des medizinischen Instituts in Berlin. Zugleich gestand das Zensuredikt den Autoren, Verlegern und Druckern ein Beschwerderecht zu, nachdem Zensoren und das Berliner Kammergericht den Fall erneut prüfen mussten. Als Richtschnur hierfür diente Paragraph 2:

„Die Absicht der Censur ist keinesweges, eine anständige, ernsthafte und bescheidene Untersuchung der Wahrheit zu hindern, […] sondern nur vornehmlich demjenigen zu steuern, was wider die allgemeinen Grundsätze der Religion, wider den Staat und sowohl moralischer als bürgerlicher Ordnung entgegen ist, oder zur Kränkung der persönlichen Ehre und des guten Namens Anderer abzielt.“

Verboten war die Verbreitung „gemeinschädlicher praktischer Irrthümer über die wichtigsten Angelegenheiten der Menschen“ insbesondere wenn sie geeignet waren, „zu Verderbniß der Sitten durch schlüpfrige Bilder in lockende Darstellungen des Lasters, […] zum hämischen Spott und boshaften Tadel öffentlicher Anstalten und Verfügungen“ zu führen. Nichts, was „zu Kummer und Unzufriedenheit“ führen, was „Neid, Rachgier und Verleumdung“ fördern und „die Ruhe guter und nützlicher Staatsbürger stören“ könne, durfte gedruckt werden. Auch die Art der Bestrafung wurde im Zensuredikt geregelt. Die Bandbreite reichte von einem Bußgeld in Höhe von 5 Reichstalern bis zur Festungshaft. Schriften, die außerhalb Preußens gedruckt worden waren und daher von den preußischen Zensoren nicht geprüft werden konnten, durften, wenn sie gegen Paragraph 2 verstießen, nicht verkauft werden. Mitwisser, die ein solches Vorhaben unterstützten, mussten Geld- und Haftstrafen befürchten.

## Wirkung
Während die Zensur sich unter König Friedrich II. überhaupt nicht mit Themen außerhalb der Politik beschäftigt hatte und den zeitgenössischen Gelehrten somit im Nachhinein als vergleichsweise tolerant erschien, sollten nach dem Zensuredikt von 1788 auch religiöse und philosophische Ansätze unterdrückt werden, was nicht wenige Intellektuelle in Preußen zu spüren bekamen: Friedrich Nicolai, einer der Hauptvertreter der Berliner Aufklärung, musste seine Allgemeine deutsche Bibliothek nach Hamburg verlegen, die Berlinische Monatsschrift wich nach Jena, später nach Dessau aus. Der Theologe Karl Friedrich Bahrdt wurde 1788 zu zwei Jahren Festungsarrest verurteilt. Der Schriftsteller Franz Michael Leuchsenring und der Theologe Andreas Riem, die sich gegen eine Beteiligung Preußens am Ersten Koalitionskrieg ausgesprochen hatten, wurden ausgewiesen. Auch der Philosoph Immanuel Kant war zunehmend von Zensurmaßnahmen betroffen: 1791 geriet er aufgrund seines Werkes Über das Mißlingen aller philosophischen Versuche in der Theodizee erstmals in Konflikt mit Woellners Behörde. Seine Aufsatzsammlung Die Religion innerhalb der Grenzen der bloßen Vernunft konnte nur außerhalb Preußens erscheinen. 1794 wurde ihm per Kabinettsorder verboten, etwas die christliche Religion Betreffendes zu veröffentlichen. Erst nach dem Tod Friedrich Wilhelms II. wagte Kant erneut die Veröffentlichung religionskritischer Werke, die an dem in der Theologie vertretenen dogmatischen Anspruch der Bibel rüttelten. So deutlich Kants Äußerungen in Fragen der Religion aber auch zensiert wurden, in politischen Fragen konnte er sich weiterhin uneingeschränkt äußern und befürwortete zeitweise offen die Französische Revolution.
Die noch aus der Zeit Friedrichs II. stammenden Beamten interpretierten das Edikt so großzügig, dass zunächst keine Veränderung der Zensurpraxis eintrat. Einige Zensoren wie Johann Friedrich Zöllner sympathisierten offen mit aufklärerischen Ideen. Am 5. März 1791 schrieb Friedrich Wilhelm II. eigenhändig eine Ordre, in der er eine strengere Befolgung des Ediktes forderte:

„Ich bin gewis tolerant gewis ebenso wie meine Vorfahren, […] ich will keinen gewißenszwang und las einem jeden glauben, was er will. Aber das kann und werde ich nie leiden, das das gemeine Volk durch irrlehren von der alten wahren christlichen Religion abgleitet, und das schriften, die solches befördern, öffentlich in meinem Lande gedruckt werden, und hieraus muss die Bücher-Censur schärfer und attenter sein.“

In der Folge wurde das Zensuredikt mehrfach wiederholt und verschärft. Einen Anlass dazu bot Kaiser Leopold II., der sich am 3. Dezember 1791 bemüßigt fühlte, alle Ständen des Obersächsischen Kreises und damit auch den preußischen König aufzufordern, gegen die „Verbreitung aller zu Empörung und Aufruhr anfachenden Schriften und Grundsätze, sonderheitlich solcher, wodurch der Umsturz der gegenwärtigen Verfassung oder die Störung der öffentlichen Ruhe befördert wird“, durch scharfe Aufsicht und gegebenenfalls Konfiszierung sowie Bestrafung der „Urheber, Verfasser und Verbreiter“ einzuschreiten. Friedrich Wilhelm, der von den Ereignissen der Französischen Revolution tief verunsichert war, wollte daraufhin sofort eine totale Kontrolle aller Druckereien und Buchhandlungen in seinem Königreich durchsetzen, ließ sich aber von seinen Ministern von diesem Vorhaben abbringen, das ihrer Meinung nach nur Unruhe in die Bevölkerung tragen würde. Ein königlicher Erlass vom 28. Februar 1792 mahnte die nachgeordneten Behörden zu strikter Einhaltung des Zensuredikts und verlangte, bei der Verhängung der gesetzmäßigen Strafen keine Nachsicht walten zu lassen.
Die Bestimmungen des Zensuredikts blieb mit kurzer Unterbrechung bis 1848 in Kraft. Ab 1819 galten sie nach einer im Zuge der Demagogenverfolgung noch einmal verschärften Form, die sogar über die Karlsbader Beschlüsse hinausging.

## Das Zensuredikt im Vergleich
Im Vergleich zu den einschlägigen Beschlüssen im revolutionären Frankreich unter dem Direktorium und dem Französischen Kaiserreich erscheint das Edikt indes als wenig strikt. Im Jahr 1800 ließ Napoleon 60 der 73 Pariser Zeitungen verbieten. Friedrich Wilhelm II. verbot lediglich zwei Zeitungen aus Jena und Gotha, nahm seinen Befehl auf Anraten seiner Minister aber wieder zurück. Tatsächlich wurde die Meinungsfreiheit während der napoleonischen Besatzung Preußens stärker eingeschränkt als dies im preußischen Zensuredikt je vorgesehen war. Statt mit Verboten wie in Frankreich arbeitete die preußische Zensur vor allem mit Streichungen und umfassenden „Textkorrekturen“. Viele preußische Autoren bemühten sich daher einer Textänderung zuvorzukommen, indem sie ihre Werke außerhalb Preußens drucken ließen. Eine systematische Kontrolle des Imports von Druckschriften fand noch nicht statt. Nach dem Historiker Wilhelm Bringmann ist das Zensuredikt „weder strenger noch milder“ gewesen als zeitgenössischen Zensurerlassen anderer deutscher Staaten.

## Bewertung
Der Erziehungswissenschaftler Hartmut Titze nennt Woellners Regiment „eine erste moderne Gesinnungsdiktatur“. Der Gesellschaftshistoriker Hans-Ulrich Wehler schreibt von einem regelrechten „Radikalenerlass“, mit dem Woellners Obskurantismus Kant und andere preußische Philosophen „gefügig machen wollte“.  Der Berliner Historiker Wolfgang Neugebauer dagegen warnt davor, aus Woellners Absichten auf durchschlagende staatliche Effekte zu schließen. Seines Erachtens war die Wirksamkeit des Edikts begrenzt, auch weil Woellners Einfluss auf den König seit 1794 schwand. Die Historikerin Brigitte Meier verweist zudem darauf, dass die „fachlich geordnete Zensur“ die Einschätzung der Werke erleichtert und „die bisherige Willkür bei der Begutachtung“ verhindert habe.